# Drienovská Nová Ves
Drienovská Nová Ves este o comună slovacă, aflată în districtul Prešov din regiunea Prešov. Localitatea se află la altitudinea de 225 m deasupra n.m., se întinde pe o suprafață de 6,3 km2 și în 2017 număra 808 locuitori. Se învecinează cu comuna Kendice.

## Istoric
Localitatea Drienovská Nová Ves este atestată documentar din 1335.

## Demografie
| An:                | 1994 | 2004    | 2014    | 2024    |
| ------------------ | ---- | ------- | ------- | ------- |
| Număr de persoane: | 619  | 697     | 804     | 897     |
| Diferență:         |      | +12,60% | +15,35% | +11,56% |

| An:                | 2023 | 2024   |
| ------------------ | ---- | ------ |
| Număr de persoane: | 866  | 897    |
| Diferență:         |      | +3,57% |